# Dix-Huit Montagnes
Dix-Huit Montagnes, zu deutsch „achtzehn Berge“, ist eine historische Verwaltungsregion der Elfenbeinküste mit der Hauptstadt Man.

## Bevölkerung
Einer Schätzung von 2007 zufolge hat Dix-Huit Montagnes ca. 1.284.657 Einwohner und somit bei einer Fläche von 16.600 km² eine Bevölkerungsdichte von 77 Einwohnern pro km². Bei der letzten Volkszählung im Jahr 1988 wurden 688.710 Einwohner gezählt.

## Geographie
Dix-Huit Montagnes liegt im Westen der Elfenbeinküste und grenzt im Norden an Bafing, im Osten an Worodougou und Haut-Sassandra und im Süden an Moyen-Cavally. Im Westen liegen Guinea und Liberia. Die Region ist in die vier Departemente Bangolo, Biankouma, Danané und Man eingeteilt.